# 奧拉 (喬治亞州)
奧拉（英語：Ola）是位於美國喬治亞州亨利縣的一個非建制地區。該地的面積和人口皆未知。

## 地理
奧拉的座標為33°26′07″N 84°02′30″W / 33.43528°N 84.04167°W，而該地的平均海拔高度為243米（即797英尺）。